# Kirchenzeugnis
Ein Kirchenzeugnis war in der frühen Neuzeit eine insbesondere von reformierten, aber auch lutherischen Gemeinden in Westfalen verlangte Bestätigung, dass der Besitzer, auf dem es namentlich ausgestellt war, bereits zuvor Mitglied einer reformierten (oder anderen protestantischen) Gemeinde war.
Das Kirchenzeugnis berechtigte den Besitzer auf Reisen oder bei Wohnsitzverlegung in eine andere Gemeinden dort mehr als einmal das Abendmahl zu empfangen und dort ohne weiteres Gemeindemitglied zu werden. Als Kirchenzeugnis konnten sowohl eine Tauf- oder Heiratsurkunde dienen, als auch eine vom Pfarrer der alten Gemeinde ausgestellte schriftliche Bestätigung.
Die Vorlage des Kirchenzeugnisses wurde in der Regel im Kirchenbuch vermerkt.